# 美国政治科学评论
《美国政治科学评论》（American Political Science Review）是一份1906年起发行的同行评审学术期刊，由剑桥大学出版社为美国政治学会出版。该期刊每年出版4次，内容涵盖政治学和国际关系的全部研究领域。据2016年发布的期刊引证报告指，《美国政治科学评论》的影响因子为3.316，在165份政治科学类的期刊排名第5位。

## 资料来源
1. ↑  . . Web of Science Social Sciences. Thomson Reuters. 2017.

## 外部连结
- 官方网站